# Agrolog
Agrolog är en examenstitel som tidigare erhållits från Högre Svenska Lantbruksläroverket i Åbo, Finland. Agrologexamen är numera en yrkeshögskolexamen som det tar fyra år att avlägga.
Lantbruksläroverket, vars namn förkortades HSL och som i dagligt tal kallades "Skuffis" inledde sin verksamhet den 2 oktober 1916. Lärokursen var treårig under åren 1916 - 1931, tvåårig 1931 - 1961 och på nytt treårig från år 1961 fram till år 1994, då läroverket upphörde som självständig skola och uppgick i Naturbruksinstitutet. Efter detta har utbildningen ingått i Yrkeshögskolan Novia
. 
Agrologerna har av tradition verkat som självständiga jordbrukare, som förvaltare och inspektorer vid större jordbruk och som lantbruksrådgivare och -konsulenter. De har även verkat som anställda vid företag verksamma inom lantbruksbranschen och som lärare vid lantbruks- och andra skolor.
I början av 2000-talet fanns cirka 7 800, av vilka nästan en tredjedel arbetade som lantbruksföretagare. Branschorganisationen Agrologien liitto syftar till att främja agrologernas allmänna intressen och utger tidskriften Agrologi. Fackligt bevakas agrologernas intressen av föreningen Tjänstemannaagrologerna (Toimihenkilöagrologit).